# Enzo Biagi
Enzo Biagi (Lizzano in Belvedere, 9 de agosto de 1920 – Milão, 6 de novembro de 2007) foi um jornalista e escritor italiano.

## Biografia
Biagi começou sua carreira de jornalista em Bologna. Em 1952 ele trabalhou no screenplay do histórico filme Red Shirts. Em 1953 ele foi editor-chefe da revista Epoca.
Faleceu em 2007.